# Општина Рогашовци
Општина Рогашовци (словен. Rogašovci) је једна од општина Помурске регије у држави Словенији. Седиште општине је истоимено насеље Рогашовци.

## Природне одлике
Рељеф: Општина Рогашовци налази се у североисточном делу Словеније и погранична је са Аустријом. Општина се простире у крајњем северозападном делу области Прекомурје, који припада побрђу Горичко.
Клима: У општини влада умерено континентална клима.
Воде: Најважнији водоток је речица Лендава, која овде утиче у Словенију и тече горњим делом свог тока. Сви остали водотоци су мали и њене су притоке.

## Становништво
Општина Рогашовци је средње густо насељена.

## Насеља општине
| - Вечеславци - Крамаровци - Нускова - Оциње - Перточа - Рогашовци | - Ропоча - Сердица - Сотина - Свети Јуриј - Фикшинци |  |

## Додатно погледати
- Рогашовци